# 도쿄도도·사이타마현도 제49호선
49번 도쿄도도·사이타마현도(일본어: 東京都道・埼玉県道49号足立越谷線→도쿄도도·사이타마현도 49호 아다치-고시가야선)는 도쿄도 아다치구 니시호키마에서 사이타마현 고시가야시 오오아자시모마쿠리까지 이어지는 총 연장 13.536 km의 주요 지방도이자 도도(都道)·현도(縣道)다.

## 노선 정보
- 기점: 도쿄도 아다치구 니시호키마(“니시호키마” 교차로에서 4번 국도가 교차함)
- 종점: 사이타마현 고시가야시 오오아자시모마쿠리 (“시모마쿠리” 교차로에서 4번 국도가 서로 교차함)
- 총 연장: 13.536km

## 역사
- 1973년 12월 25일: 4번 국도에서 분리돼 도쿄도 및 사이타마현에 이관.
- 1983년 5월 11일: 주요 지방도 인정.

## 접속 도로 등
- 도로는 국도, 도현도(都縣道), 고속도로만 포함한다.

| 시설 명칭                                                                   | 접속 도로 및 하천 등                                                        | 소재지          | 소재지          |
| --------------------------------------------------------------------------- | --------------------------------------------------------------------------- | --------------- | --------------- |
| 니시호키마 교차로 (西保木間交差点)                                          | 4번 국도 4번 국도 소카 바이패스                                             | 도쿄도 아다치구 | 도쿄도 아다치구 |
| 스이진 교(교량)                                                             | 게나가강                                                                    | 도쿄도 아다치구 | 도쿄도 아다치구 |
| 스이진 교(교량)                                                             | 게나가강                                                                    | 사이타마현      | 소카시          |
| 야츠카에키 이리구치 교차로 (谷塚駅入口交差点)                               | 401번 사이타마현도 (야츠카역에 접속함)                                      | 사이타마현      | 소카시          |
| 요시초 2초메 교차로 (吉町五丁目交差点)                                      | 54번 사이타마현도 104번 사이타마현도                                        | 사이타마현      | 소카시          |
| 소카에키 이리구치 교차로 (草加駅入口交差点)                                 | 327번 사이타마현도 402번 사이타마현도 (소카역에 접속함)                     | 사이타마현      | 소카시          |
| 야코우바시 교차로 (谷古宇橋交差点)                                          | 29번 사이타마현도 34번 사이타마현도                                         | 사이타마현      | 소카시          |
| 돗쿄다이가쿠마에에키(히가시) 이리구치 교차로 (獨協大学前駅（東）入口交差点) | 403번 사이타마현도 (돗쿄다이가쿠마에역에 접속함)                            | 사이타마현      | 소카시          |
| 아사히초 2초메 교차로 (旭町二丁目交差点)                                    | 298번 국도 (위에 도쿄 외환 자동차도)                                        | 사이타마현      | 소카시          |
| 사이카치도바시(니시) 교차로 (槐戸橋（西）交差点)                            | 328번 사이타마현도                                                          | 사이타마현      | 소카시          |
| 긴메이초 교차로 (金明町交差点)                                              | 신덴역에 접속함                                                             | 사이타마현      | 소카시          |
| (교량)                                                                      | 아야세강                                                                    | 사이타마현      | 소카시          |
| (교량)                                                                      | 아야세강                                                                    | 사이타마현      | 고시가야시      |
| 가모니시마치 교차로 (蒲生西町交差点)                                        | 324번 사이타마현도 380번 사이타마현도                                       | 사이타마현      |                 |
| 가모에키 이리구치 교차로 (蒲生駅入口交差点)                                 | 가모역에 접속함                                                             | 사이타마현      |                 |
| 미나미코시가야 1초메 교차로 (南越谷一丁目交差点)                            | 161번 사이타마현도                                                          | 사이타마현      |                 |
| 무사시노선의 고가                                                           | 미나미코시가야역 및 신코시가야역 부근                                       | 사이타마현      |                 |
| 가와라조네 2초메 미나미 교차로 (瓦曽根二丁目南交差点)                       | 52번 사이타마현도(중복됨)                                                   | 사이타마현      |                 |
| 가와라조네 교차로 (瓦曽根交差点)                                            | 52번 사이타마현도(중복 끝)                                                  | 사이타마현      |                 |
| 고시가야 2초메 교차로 (越ヶ谷二丁目交差点)                                  | 고시가야역에 접속함                                                         | 사이타마현      |                 |
| 모토아라카와 교(교량)                                                       | 모토아라카와강                                                              | 사이타마현      |                 |
| 기타코시가야에키 이리구치 교차로 (北越谷駅入口交差点)                       | 기타코시가야역에 접속함                                                     | 사이타마현      |                 |
| 에이신추갓코 이리구치 교차로 (栄進中学校入口交差点)                         | 19번 사이타마현도                                                           | 사이타마현      |                 |
| 시모마쿠리 교차로 (下間久里交差点)                                          | 4번 국도(본선) 4번 국도(소카 바이패스) 4번 국도(고시가야-가스카베 바이패스) | 사이타마현      |                 |

## 갤러리

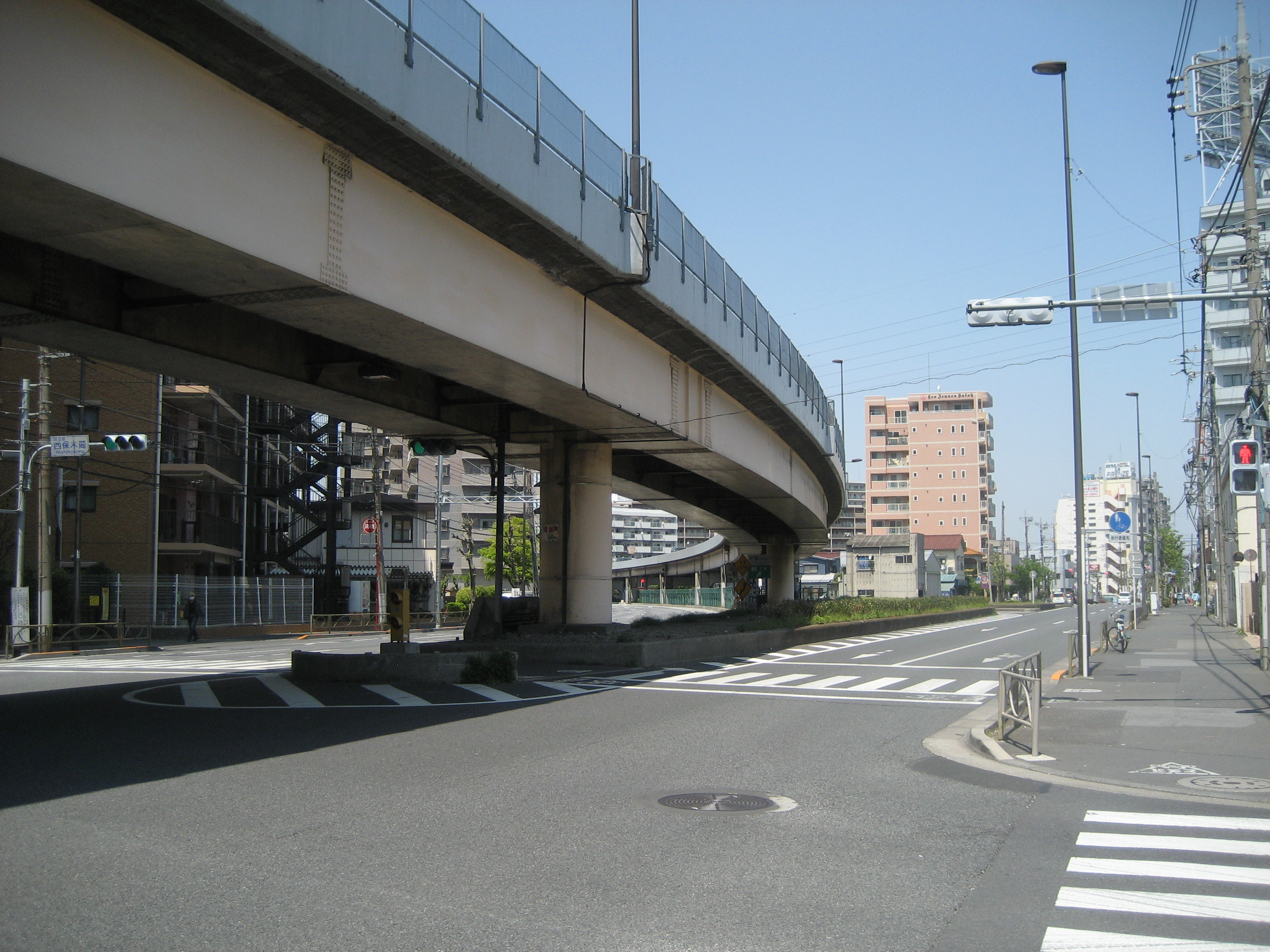
기점인 니시호키마 교차로(도쿄 아다치구) 모습(2014년 4월)
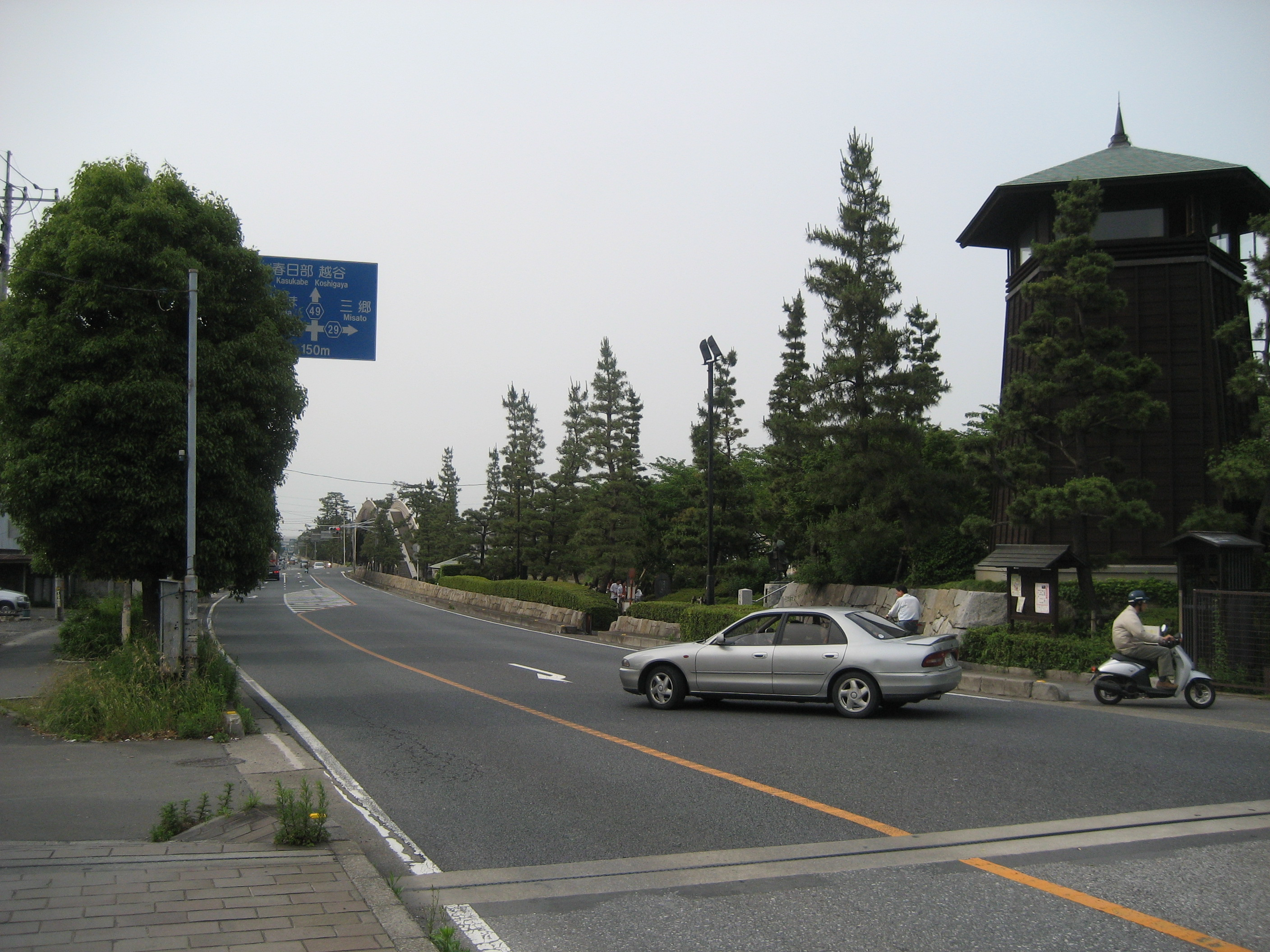
사이타마현 소카시(2008년 6월)
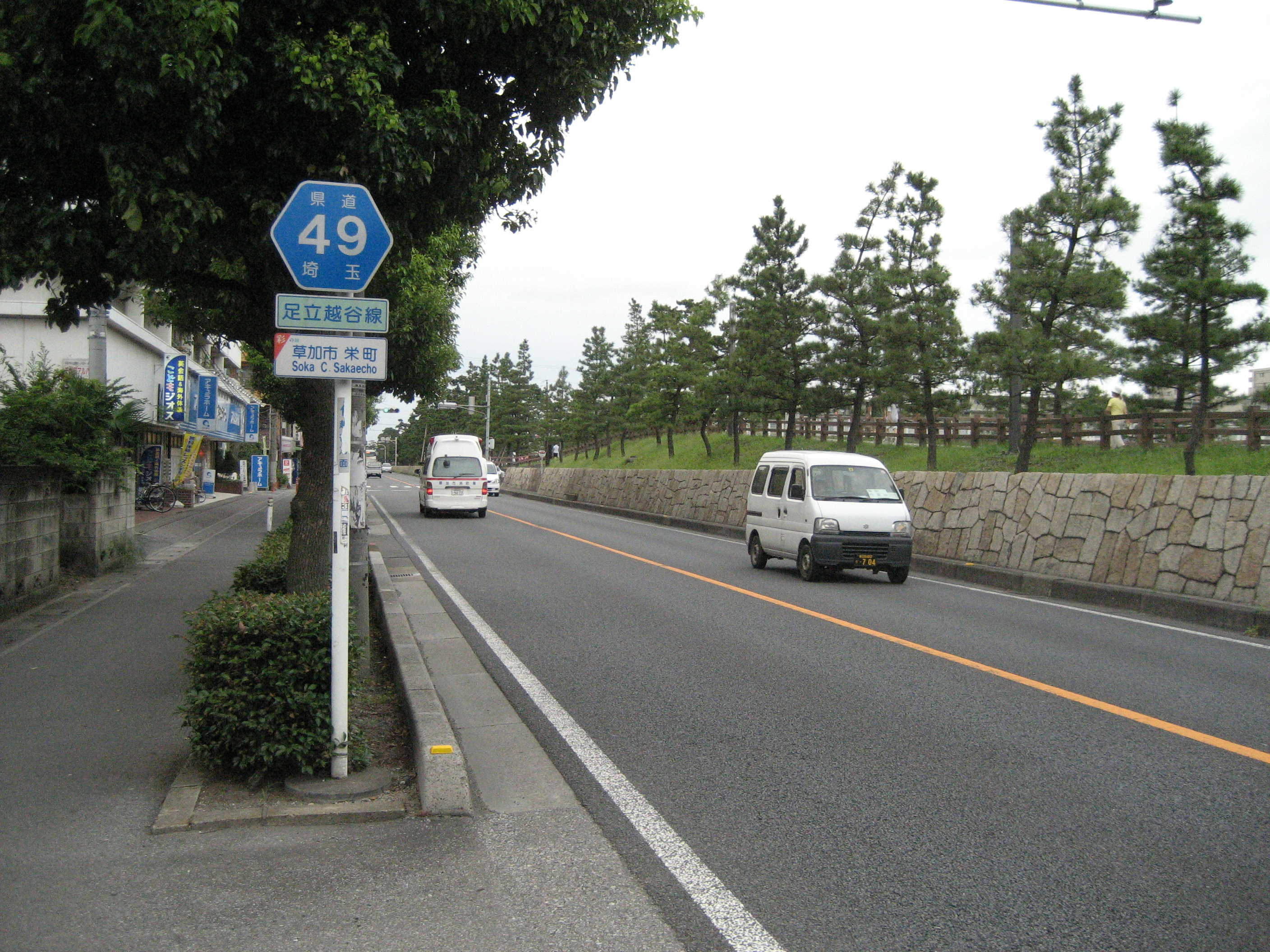
사이타마현 소카시(2007년 8월)
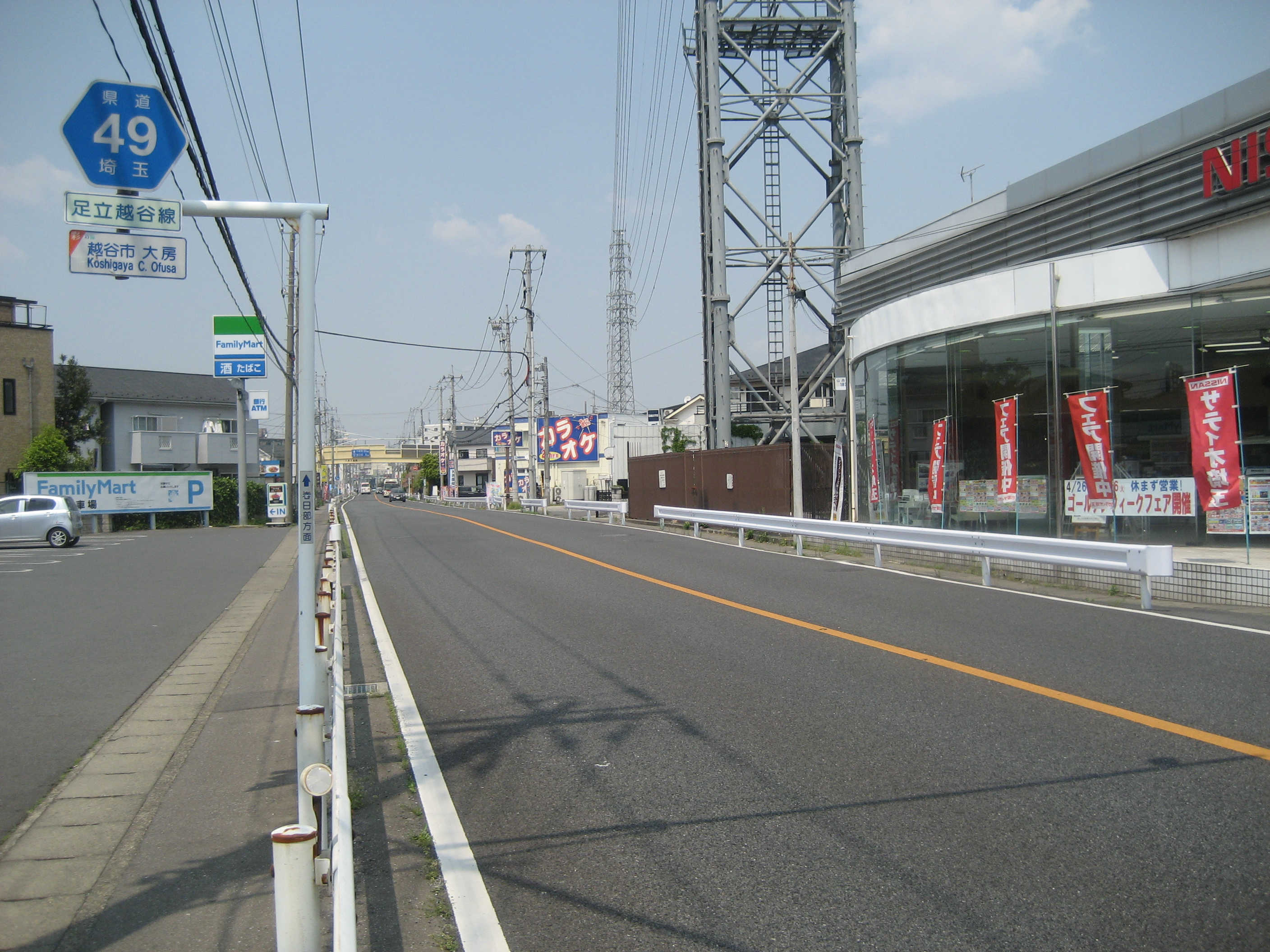
사이타마현 고시가야시(2014년 4월)
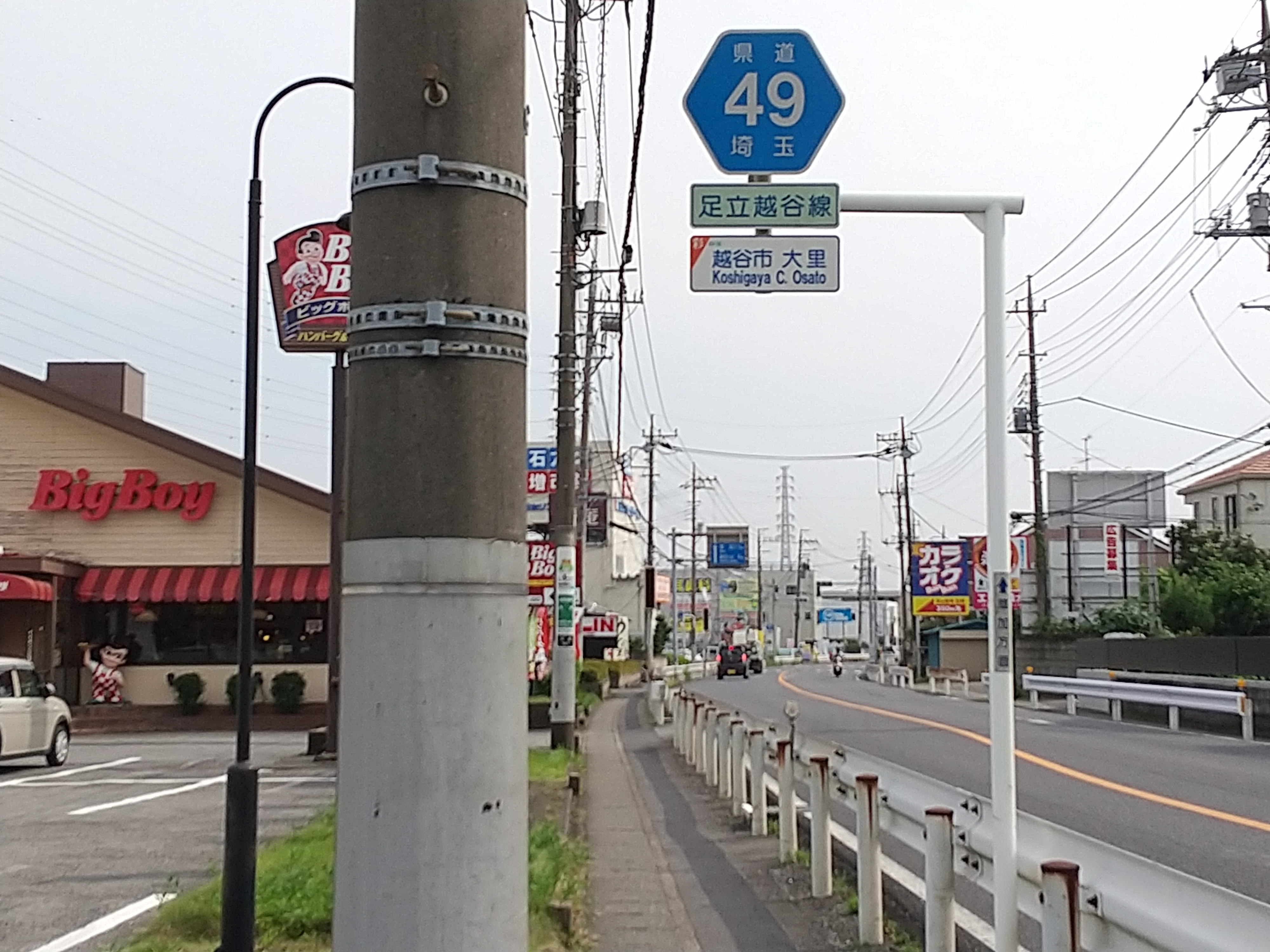
종점 부근(2020년 8월)

## 같이 보기
- 도부 스카이트리 라인